# Научный креационизм

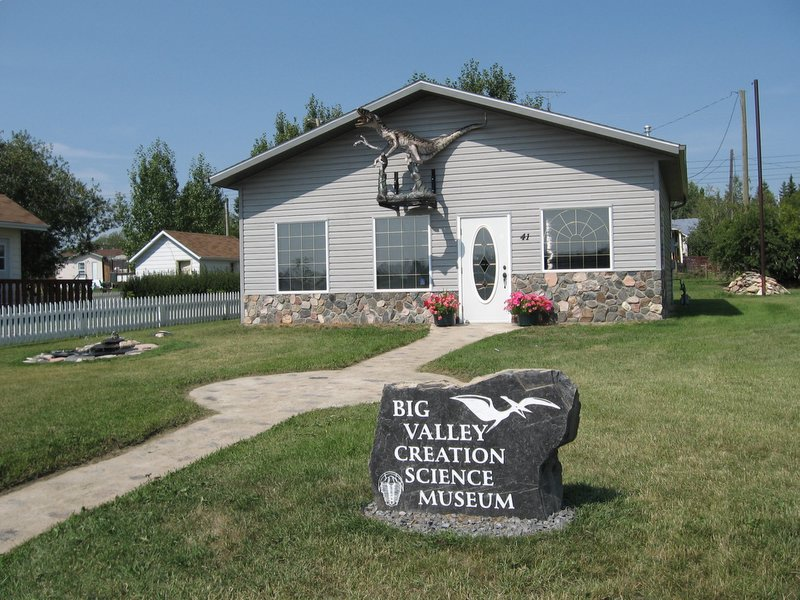
Музей науки о сотворении в Большой долине, Альберта, Канада

«Научный креационизм» (англ. creation science — «наука о сотворении», или scientific creationism — «научный креационизм») — псевдонаучное течение в креационизме, в рамках которого утверждается, что существуют научные подтверждения дословной трактовки библейского акта творения, описанного в Книге Бытия Ветхого завета и ряда других эпизодов библейской истории (в частности, Всемирного потопа). При этом сторонники этого течения отвергают научные теории, факты и парадигмы в отношении истории Земли, космологии и биологической эволюции.
Одно из наиболее активных движений христианских фундаменталистов (в первую очередь протестантских), возникшее и активно развивающееся в США и получающее также некоторое распространение в других странах. Оно стремится доказать абсолютную библейскую безошибочность в вопросах естествознания и опровергнуть научные свидетельства эволюции. Пропаганда «научного креационизма» выступает одним из средств для протестантского креационистского движения; важное место в деятельности креационистов занимает включение «научного креационизма» в школьные программы, для чего на местные органы образования оказывается существенное давление.
Фактическая обоснованность таких исследований отвергается научным сообществом, которое рассматривает «научный креационизм» как идеологически мотивированную псевдонауку. «Научный креационизм» не имеет ни одной из основных признаков науки и представляет собой догматический религиозный фундаментализм.

## Основные положения

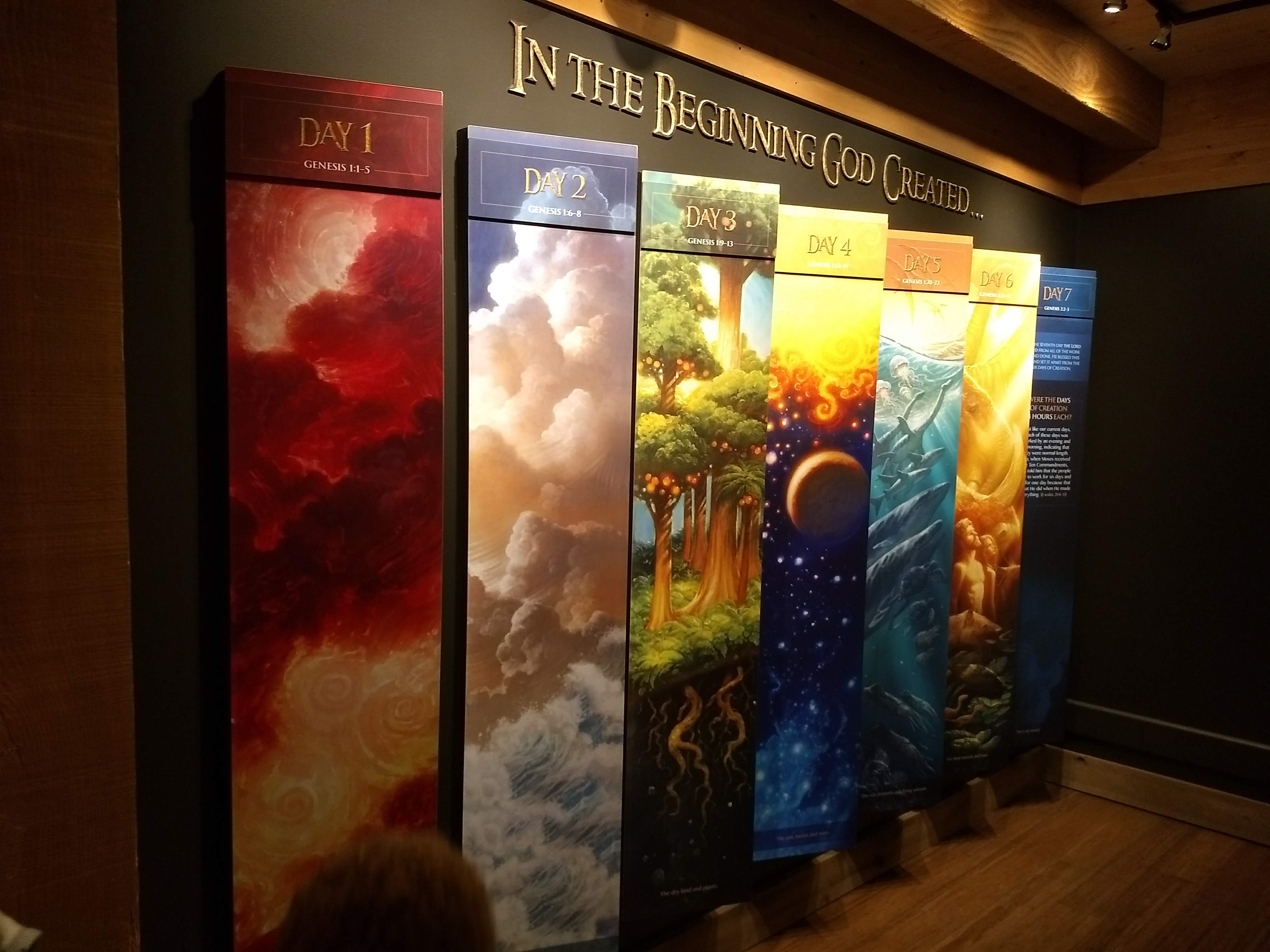
Шесть дней творения в креационистском тематическом парке Ark Encounter, Кентукки, США

Основными положениями «научного креационизма» являются следующие:
- принятие Библии как надёжного источника не только в вопросах веры и морали, но и в вопросах естествознания;
- вера в творение из ничего;
- утверждение, что Земля была создана не более 10000 лет назад;
- утверждение, что все крупные группы животных (в креационистской терминологии «сотворённые роды» или «барамины») были сотворены «функционально законченными», а не происходили от других групп организмов. Организмы могут лишь незначительно меняться внутри «сотворённых родов», либо вымирать;
- утверждение, что люди произошли не эволюционным путём, а были также сотворены в законченном виде;
- гипотеза о том, что современная геологическая картина мира была сформирована Всемирным потопом, который совершенно покрывал всю Землю.
- вера в то, что изначально был создан «идеальный порядок», а все негативные процессы (смерть, вымирание и другие) явились результатом дальнейших изменений в первоначально созданном порядке.

Как следствие, «научный креационизм» отвергает не только эволюционное развитие, но и общепринятые геологические и астрофизические теории в отношении возраста и истории Земли и Вселенной, которые признаёт противоречащими библейской истории. Сторонники «научного креационизма» (например, сотрудники «Института креационных исследований» в США) настаивают на необходимости буквального прочтения Книги Бытия (включая относительно недавнее сотворение мира и Всемирный потоп), обосновывая свою позицию как богословскими аргументами, так и псевдонаучными гипотезами в областях палеонтологии, биохимии, геологии, термодинамики и других.

## История
Вера в сотворение мира была господствующим представлением о происхождении мира на протяжении нескольких тысяч лет. В то же время интерпретации библейского текста не всегда предполагали буквальную трактовку. В современный же период происходит существенное размежевание взглядов между креационистами.
«Научный креационизм» как организованное движение возникает в 1960-х годах под влиянием более ранних работ канадского адвентиста седьмого дня Георга МакКриди Прайса. Свои работы, такие как «Новая геология» (The New Geology), он назвал «новой теорией катастроф». Однако его идеи не были поддержаны, вызвав последовательную критику со стороны научного сообщества. «Новая теория катастроф» также осталась в значительной степени незамеченной другими креационистами до её возрождения в 1961 году публикацией «Потоп книги Бытия: библейская запись и её причастность к науке» Генри Морриса и Джона Уиткомба. Эта публикация быстро стала значимым текстом протестантских фундаменталистов и способствовала распространению «научного креационизма» в широких кругах. Генри Моррис считается фактическим основателем современного «научного креационизма» как организованного движения благодаря этой публикации, а также потому, что в 1972 году он создал Институт креационных исследований, ставший основным центром «научного креационизма».
Ранние работы «научного креационизма» были сосредоточены на идеях, построенных на буквальном понимании библейских текстов, и были откровенно религиозными по своей сути. Эти работы не привлекали к себе большого внимания вне консервативных конгрегаций протестантских фундаменталистов и евангельских христиан до 1970-х годов, когда его последователи выступили против изучения эволюционизма в государственных школах и других учебных заведениях США, привлекая к себе внимание общественности в целом и научного сообщества в частности.
В то время многие правления учебных заведений и законодатели сочли необходимым включить изучение «научного креационизма» вместе с эволюционизмом в учебные курсы. Тексты по «научному креационизму», используемые в церквях и христианских школах, были переработаны, исключая их библейские и теологические ссылки, и наименее явно сектантские версии были включены в изучение в общественных школах Луизианы, Арканзаса и других регионов США. (В некоторых штатах США с 1920-х годов действовали законы, запрещающие преподавание теории эволюции, которые были отменены лишь в 1968 году, когда Верховный Суд США вынес решение о неконституционности таких законов в деле Эпперсон против Арканзаса).
Преподавание «научного креационизма» в школах продержалось недолго. В 1982 году в процессе разбирательства дела МакЛин против Арканзаса было обосновано, что «научный креационизм» не соответствует необходимым характеристикам науки и что его главной направленностью является специфический религиозный взгляд. Изучение «научного креационизма» в США фактически завершилось в 1987 году последующим решением Верховного Суда США в деле Эдвардс против Агиллара. Суд постановил, что закон штата Луизиана, требующий изучения «научного креационизма» наряду с эволюционизмом, является неконституционным, поскольку его единственная цель — защита конкретных религиозных взглядов. В поддержку этого решения выступили 72 лауреата Нобелевской премии в научных областях, 17 государственных академий наук, а также другие научные организации, которые составили экспертное заключение, характеризующее «научный креационизм» состоящим из религиозных доктрин.

## Утверждения «научных креацинистов»
Сторонники «научного креационизма» заявляют о том, что их теории и гипотезы подтверждаются множеством фактических доказательств. При этом они ссылаются на геологические находки и данные определения их возраста, свидетельствующие, с точки зрения «научных креационистов», о молодом возрасте Земли (младоземельный креационизм) или же противоречащие теории эволюции.
В креационистской литературе часто ссылаются на данные определения традиционными в геологии методами возраста остатков современных животных и современных геологических отложений (недавние вулканические извержения). По утверждению авторов этих публикаций, во многих случаях подобные образцы показывали возраст в десятки миллионов лет, что не соответствовало их реальному возрасту.
Также «научные креационисты» ссылаются на «неуместные артефакты», которые свидетельствуют, по их мнению, о единовременном существовании людей и вымерших миллионы лет назад (согласно современным научным данным) животных, например, динозавров. Широкую известность в среде сторонников «научного креационизма» получили такие артефакты, как камни Ики, фигурки Акамбаро и некоторые другие подобные находки.

## Критика «научного креационизма»

### Научная критика
Хотя «научный креационизм» и претендует быть научным направлением, в академических кругах он фактически единодушно признаётся религиозным, а не научным учением. «Научный креационизм» не признаётся научным, поскольку ему не хватает эмпирических данных, он не предоставляет экспериментальных гипотез и объясняет историю природы вмешательством непроверяемых сверхъестественных причин. Хотя «научные креационисты» утверждают возможность подтверждения сотворения мира с помощью научных методов, наука никогда не прибегает к объяснению явлений с помощью сверхъестественных причин, поскольку последние невозможно обнаружить опытным путём. Поэтому подавляющее большинство учёных, как неверующих, так и верующих, считают религию исключительно областью веры, а не науки.
В отношении научного креационизма выдвигаются те же аргументы против его научности, что и для креационизма вообще, а именно:
- принципиальное отсутствие возможности экспериментальной проверки,
- положения, поддающиеся проверке, оказываются не соответствующими действительности,
- принципиальное отсутствие предсказательной силы.

Так, палеонтолог и историк науки Стивен Джей Гулд отмечал, что «научный креационизм» нефальсифицируем в своих основных положениях и ошибочен в остальных:

Ненаучный характер креационизма обнаруживается двумя путями: его центральные положения не могут быть проверены, а частные утверждения, которые могли бы быть проверены, были признаны ложными
Оригинальный текст (англ.)Creationism reveals its nonscientific character in two ways: its central tenets cannot be tested and its peripheral claims, which can be tested, have been proven false
— Цитируется по Ronald L. Numbers. The Creationists: The Evolution of Scientific Creationism. University of California Press. 1993. p. 249
Историк Гарретт Г. Фэган писал:

Если вы изучите методологию псевдоархеологии и креационизма — то, как они строят свои аргументы, — вы обнаружите, что они почти идентичны. Используются, по существу, не интеллектуальные, а политические аргументы. Это выглядит как наука, но таковой не является. Они обвиняют науку и теорию эволюции во многих социальных бедах и считают подрыв и уничтожение науки своей главной целью.

### Богословская критика
Кроме критики со стороны научной общественности, «научный креационизм» также подвергается критике и со стороны представителей религии, стоящих на позициях как метафорического креационизма, так и теистического эволюционизма (последние считают, что современная теория эволюции в целом не противоречит Священному Писанию и Священному Преданию) и в силу этого, не согласных с библейским буквализмом «научного креационизма». В феврале 2010 года на крупном православном портале «Богослов.Ru» были опубликованы подготовленные группой профессиональных биологов доказательства эволюции, ранее размещённые на сайте «Проблемы эволюции». В публикации присутствует раздел опровержений доводов выступающих против эволюции креационистов.
Некоторые представители православия считают «научный креационизм» специфическим проявлением протестантизма, которое не имеет оснований поддерживаться в православной традиции. В частности, по мнению православных критиков, «научный креационизм» имеет фактически сектантское происхождение, и не соответствует святоотеческому подходу, в рамках которого вопрос длительности библейских дней творения не считается принципиальным. Иеромонах Серафим (Роуз), который в споре с греческим богословом А. Каломиросом критиковал эволюционизм, в связи с этим отмечает, что «большинство отцов вовсе ничего не говорит об этом: это не было предметом спора в то время, и им, кажется, не приходило на ум настаивать на перенесении временной шкалы нашего падшего мира назад, на изумительные и чудесные события этих шести дней».